# Xã Twin, Quận Darke, Ohio
Xã Twin (tiếng Anh: Twin Township) là một xã thuộc quận Darke, tiểu bang Ohio, Hoa Kỳ. Năm 2010, dân số của xã này là 4.060 người.